# Conflicto afgano-iraní de 2021
El conflicto afgano-iraní ocurrió el 1 de diciembre de 2021 y tuvieron lugar entre las Fuerzas Armadas del Emirato Islámico de Afganistán y el Comando de la Guardia Fronteriza de la República Islámica de Irán a lo largo de los puestos de control en la frontera entre Afganistán e Irán.
El 1 de diciembre, en los combates transfronterizos, las tropas de los talibanes afganos capturaron varios puestos de control en el lado iraní de la frontera internacional. Los enfrentamientos terminaron más tarde ese día, después de que las dos partes llegaran rápidamente a un acuerdo que hizo que la fuerza afgana se retirara de todo el territorio iraní capturado. Irán y el Emirato Islámico de Afganistán posteriormente se refirieron al incidente como un "malentendido" y negaron haber sufrido bajas, mientras que varios informes de los medios informaron bajas en ambos lados.

## Antecedentes
Las relaciones entre Irán, un país principalmente Chiita, y los Talibánes, dominados por fundamentalistas Sunita, han sido históricamente muy volátiles. Durante el el gobierno de los talibanes en Afganistán entre 1996–2001, 10 diplomáticos iraníes del consulado en Mazar-i-Sharif, fueron ejecutados por los talibanes. Esto provocó una movilización militar por parte de Irán, que se resolvió con la mediación de Naciones Unidas. Durante la Invasión estadounidense de Afganistán de 2001, Irán cooperó con las fuerzas estadounidenses y las fuerzas especiales iraníes apoyaron a la Alianza del Norte durante el la captura de Herat.
Durante la Guerra de Afganistán entre 2001 y 2021 Irán mejoró sus relaciones con los talibanes, durante la guerra Estados Unidos y la República Islámica de Afganistán acusaron a Irán de proporcionar santuarios y apoyo material a los talibanes. En 2010, un oficial iraní de la Fuerza Quds, que se describió como un "facilitador clave de armas de los talibanes", fue capturado por las fuerzas de la OTAN en Afganistán. En 2017, la República Islámica de Afganistán acusó a Irán de ayudar directamente a los talibanes en su ofensiva contra las fuerzas gubernamentales afganas en el oeste de Afganistán y afirmó que Irán había intentado destruir una presa en la provincia de Herat. Irán ha negado las acusaciones de brindar apoyo a los talibanes.
En el verano de 2021, los talibanes restauron su dominio en Afganistán tras la la retirada estadounidense del país. En noviembre de 2021, el líder del Frente de Resistencia Nacional afgano Ahmad Massoud y el líder tayico Ismail Khan se reunieron en Irán como parte de sus intentos de fortalecer la oposición afgana.

## Enfrentamiento
El 1 de diciembre de 2021 se produjeron enfrentamientos entre los guardias fronterizos de los dos países en la frontera entre Afganistán e Irán. La agencia de noticias semioficial iraní Tasnim, dijo que los enfrentamientos habían comenzado después de que las fuerzas talibanes abrieran fuego contra los agricultores iraníes que habían cruzado el muro fronterizo entre los dos países, lo que provocó la reacción de soldados iraníes que intervinieron con armas pesadas y medianas, así como fuego de artillería. Durante los enfrentamientos que siguieron, los combatientes talibanes lanzaron un ataque contra el puesto de control fronterizo de Dahraes y lo invadieron junto con muchos otros puestos de control en el territorio iraní. Según informes de los medios, un número no especificado de combatientes murió en ambos lados durante los enfrentamientos, mientras que ambos lados negaron haber sufrido bajas en el incidente. Los enfrentamientos terminaron más tarde en el día después de que las dos partes llegaron a un acuerdo y los talibanes se retiraron de todo el territorio capturado.

## Reacciones

### Afganistán
El portavoz talibán Zabiullah Mujahid dijo que "un malentendido a nivel local" había desencadenado el enfrentamiento entre los guardias fronterizos de dos países. Mujahid agregó que "la situación ahora está bajo control con el entendimiento de ambas partes" y que los líderes talibanes en el área han recibido las "instrucciones necesarias" para evitar que tales malentendidos vuelvan a ocurrir. Los talibanes tampoco reportaron bajas de su lado.

### Irán
El portavoz del Ministerio de Relaciones Exteriores de Irán, Saeed Khatibzadeh, dijo en un comunicado que un "malentendido entre los residentes fronterizos" había causado los enfrentamientos, sin nombrar a los talibanes. La agencia de noticias semioficial iraní Fars no mencionó a los talibanes y dijo que los contrabandistas podrían haber tenido la culpa. El sitio web de noticias también afirmó que no hubo víctimas.